# Cratere Plummer
Plummer è un cratere lunare di 75,7 km situato nella parte sud-orientale della faccia nascosta della Luna.